# Aeroporto Internacional de Charlotte-Douglas
O Aeroporto Internacional de Charlotte/Douglas (em inglês:  Charlotte/Douglas International Airport) é um aeroporto que serve a cidade de Charlotte no estado da Carolina do Norte nos Estados Unidos.
É o principal hub da companhia norte-americana American Airlines. 